# 酒井天美
酒井 天美（さかい あまみ、旧姓：小泉、昭和20年（1945年）5月26日- ）は、日本の実業家。松岡物産株式会社会長。旧庄内藩主酒井家22代当主酒井忠久の妻。長女は大沼賀世、長男は酒井忠順。

## 略歴
- 1945年（昭和20年）生れる。
- 慶應義塾大学文学部仏文学科卒業。
- 2006年（平成18年）
  - 3月23日 - 『庄内雛街道シンポジューム』（東北公益文科大学新講堂）にてパネラー。
  - 7月4日 - 曹洞宗婦人会管区研修会（あつみ温泉「ホテル萬国屋」）『庄内に息づく「天地知」の箴』と題して講演。
- 2007年（平成19年）
  - 2月24日 - 「鶴岡シルクサミット」（東北公益文科大学大学院ホール）でパネラー。
  - 10月22日 - 良い食材を伝える会 公開講座「歴史・文化・そして野菜」（鶴岡市）で、『庄内の食文化』と題して講演。
- 2008年（平成20年）
  - 7月18日 - 東北電力の、まちづくり元気塾・まちづくりパートナーとして、新潟県南魚沼市にて『地域資源の再発見　ものづくり　まちづくり』と題して講話。
  - 11月10日 - 山形県博物館連絡協議会研修会（酒田市希望ホール）にて『文化を創りだす場をめざして』と題して講演。
  - 11月15日 - 「慶應義塾大学教養研究センター 鶴岡セミナー」（慶應義塾大学日吉キャンパス）にてコメンテーター。
- 2009年（平成21年）2月28日 - 松岡物産（株）の社長職を長男酒井忠順に譲り会長に退く。

## 受賞歴
- 2001年（平成13年） - 第21回『伝統文化ポーラ地域賞』受賞

## 著作物

### 共著
- 2004年（平成16年） - 『奇蹟のテーブル』 奥田政行、荻原和歌、鶴田純也、福田進一、ほか共著者多数 「奇蹟のテーブル」刊行委員会 ISBN 4-9903092-0-0